# Carlo Gastini
Carlo Giovanni Antonio Gastini, né le 23 janvier 1833 à Turin et mort le 28 janvier 1902 dans cette même ville, est un relieur, enseignant, acteur et poète. L’art et la littérature sont une forme de (son) engagement. En plus l’associationnisme conduit à son activisme. Il est reconnu comme le fondateur du mouvement des Anciens Élèves de Don Bosco.

## Biographie
Il est responsable directeur de la maison Salésienne d’imprimerie, l’une de plus vieilles de l’Italie, jusqu’à sa retraite. Plus de deux cents œuvres sont produites de ses mains. Par conséquent pour l’honneur, la maison d’imprimerie salésienne est invitée à l'Exposition universelle de Barcelone de 1888 et également à d’autres expositions internationales comme à Bruxelles en (1888), à Cologne en (1889) et à Edimbourg en 1890.
Comme poète, il est auteur de plusieurs poèmes, dialogues et discours. Le point de départ pour lui est toujours la vie quotidienne. Sa poésie est simple et d’actualité, avec métaphores, pleine d’espoirs, touchant plus les cœurs que l’intellect. Il écrit aussi 39 pièces de théâtre et 15 musiques.
Dans sa gratitude à saint Jean Bosco pour l’éducation reçue, et en 1870 il fonde le mouvement des ADBs aujourd’hui présents dans plus de cent pays avec près de 120 000 membres.
Sa fille Felisa Gastini fonde l’Association des Anciennes de sœurs Salésiennes Don Bosco. En plus sa fille ainée, Rosa Gastini, à sa retraite du SEI, reçoit la plus haute décoration civile italienne : l’Ordre de mérite Ouvrier. L’artiste Marco Gastini et l’actrice Marta Gastini sont ses descendants.